# Rogério Vaz
Rogério Vaz (Rio de Janeiro, RJ, 08 de Março de 1969) é músico, compositor, arranjador e produtor musical brasileiro.

## Biografia
Rogério Vaz, que é filho do diretor de TV Mário Lúcio Vaz, começou sua carreira como guitarrista na década de 1980 em Belo Horizonte, onde tocou nas bandas Chemako e Chakal e era conhecido pelo apelido Pepeu. Nos anos 90 foi guitarrista do Easy Rider, Dog Marley e do Elétrika, do qual foi também produtor dos CDs.
No início de 2001, mudou-se para o Rio de Janeiro para se dedicar à produção musical. Logo de início, produziu para a Universal Music o CD da banda Gurus, da qual chegou a fazer parte como guitarrista durante alguns mêses.
Após este período, montou seu primeiro estúdio de gravação no Rio e começou a produzir CD`s de várias bandas. Uma delas, o B5, da qual foi também empresário, chegou a fazer bastante sucesso nas rádios e na MTV, chegando a abrir os shows internacionais do Hanson e do Simple Plan no Brasil.
Rogério Vaz passou alguns meses na Som Livre coordenando alguns projetos até que em Maio de 2006 foi chamado pelo Mariozinho Rocha para ser um dos produtores musicais da TV Globo. Seus primeiros trabalhos na Globo foram o programa Estrelas da apresentadora Angélica, o Central da Periferia e trilhas incidentais para as novelas O Profeta e Paraíso Tropical. Em Junho de 2007, passa a ser o novo produtor musical do programa Malhação.
Atualmente, voltou a produzir novos artistas, sempre no segmento pop-rock. Seus trabalhos mais recentes são o CD do Hevo84, produzido juntamente com o Rick Bonadio, Mariana Rios, da qual está fazendo também a direção musical do show e a banda paulistana Hori. O primeiro single de trabalho do CD da Mariana é a música “Insônia”, que é de Rogério Vaz, Mariana Rios e Marcelo Alvares.
A temporada de 2010 de Malhação ID também teve sua produção musical e a música de abertura é de sua autoria em parceria com Juliano Cortuah. Ela se chama “Quem eu sou” e foi interpretada pela banda Hori.
Rogério também foi o produtor musical do CD da banda Hori, ao qual recebeu recentemente o disco de ouro. 
No final de 2010, Rogério produziu e compôs músicas originais para a novela "Araguaia" e as séries globais "Tal filho, tal pai" e "Acampamento de Férias 2". Também produziu e arranjou uma faixa do novo CD de Fábio Jr..
Agora em 2011, Rogério Vaz fez a produção musical do CD de estreia da banda Welkome e atualmente está produzindo e compondo músicas para as próximas produções globais de "Acampamento de Férias 3" e "Malhação 2011".

## Discografia

### Álbuns como artista
- Chakal – Warfare Noise (1986)
- Chakal - Abominable Anno Domini (1987)
- Easy Rider – Back To Old Road (1993)
- Elétrika – Elétrika (1999), V.S.F (2001)
- Gurus - Ultra Sensorial (2003)

### Álbuns como produtor
- Elétrika – Elétrika (1999), V.S.F (2001)
- Gurus - Ultra Sensorial (2003)
- Johnny B. – Johnny B. (2004)
- US4 – US4 (2004)
- Radar 021- Daqui pra frente. (2005)
- B5 – Novo (2005)
- Hevo84 – Hevo84 (2009)
- Mariana Rios – Mariana Rios (2009)
- Hori – Hori / 2 faixas, "Quem eu sou" e "Só você" (2009)
- Painside (2010)
- Trilha Sonora The Twilight - Saga Eclipse - 1 faixa (Hori), "Eterno pra você" (2010)
- Hori - Hori + Fã (2010) *Disco de Ouro
- Welkome - Welkome (2011)
- Fábio Jr. - Íntimo - 1 faixa, "20 e poucos anos" (2011)

## Telenovelas
- O Profeta (2006) – (produção musical e música original)
- Paraíso Tropical (2007) - (produção musical e música original)
- Malhação (2007) - (produção musical e música original)
- Malhação (2008) - (produção musical e música original)
- Malhação (2009) - (produção musical e música original)
- Malhação ID (2010) - (produção musical e música original)
- Araguaia (2010) - (produção musical e música original)
- Tal Filho, Tal Pai (2010) - (produção musical e música original)
- Acampamento de Férias 2 (2010) - (produção musical e música original)
- Acampamento de Férias 3 (2011) - (produção musical e música original)
- Malhação Conectados (2011) - (produção musical e música original)[1]
- Malhação: Intensa como a Vida (2012 - 2013) - (produção musical e música original)
- Malhação Sonhos (2014 - 2015) - (produção musical e música original)
- Totalmente Demais (2015 - 2016) (produção musical e música original)
- Rock Story (2016 - 2017) - (produção musical e música original)
- Pega Pega (2017 - 2018) - (produção musical e música original)
- Bom Sucesso (2019 - 2020) - (produção musical e música original)

## Filmografia
- Chuva Ácida - 2009 (música original)
- N.R.A - 2008 (música original)
- Relações Virtuais - 2010 (música original)